# Aziz Bouhaddouz
Aziz Bouhaddouz (Berkane, 30 de março de 1987) é um futebolista marroquino que atua como atacante. Atualmente, está sem clube.

## Carreira
Aziz Bouhaddouz, conhecido por fazer o primeiro gol à favor da seleção do Irã, em uma Copa do Mundo, e também o primeiro gol contra na Copa do Mundo 2018, na Russia, contra o Irã, pela Seleção Marroquina de Futebol.